# Ascog
Ascog, schottisch-gälisch: Àscaig, ist eine kleine Ortschaft an der Ostküste der dünnbesiedelten schottischen Insel Bute und gehört somit administrativ zu der Council Area Argyll and Bute. Sie ist etwa 2,5 km südöstlich von Rothesay an der Bucht Ascog Bay am Firth of Clyde gelegen. Bei der Volkszählung im Jahre 1961 wurden in Ascog 259 Einwohner verzeichnet. Bis 1971 hatte sich die Einwohnerzahl auf 230 verringert. Ascog ist direkt an der A844 gelegen, die weite Teile der Insel erschließt. Einen Kilometer westlich befindet sich der See Loch Ascog.

## Geschichte
Ascog entwickelte sich um die Ländereien des aus dem 17. Jahrhundert stammenden Ascog House. Später errichteten vornehmlich glasgower Geschäftsleute in der Umgebung weitere Villen und Landhäuser im Viktorianischen Stil. Im Jahre 1842 erhielt die Ortschaft eine eigene Kirche. Als Architekt fungierte David Hamilton. Der Maler Montague Stanley liegt auf dem zugehörigen Friedhof begraben. Verschiedene der historischen Gebäude wurden in der Zwischenzeit zu Ferienwohnungen umgebaut.